# 阿卜杜尔·卡拉姆

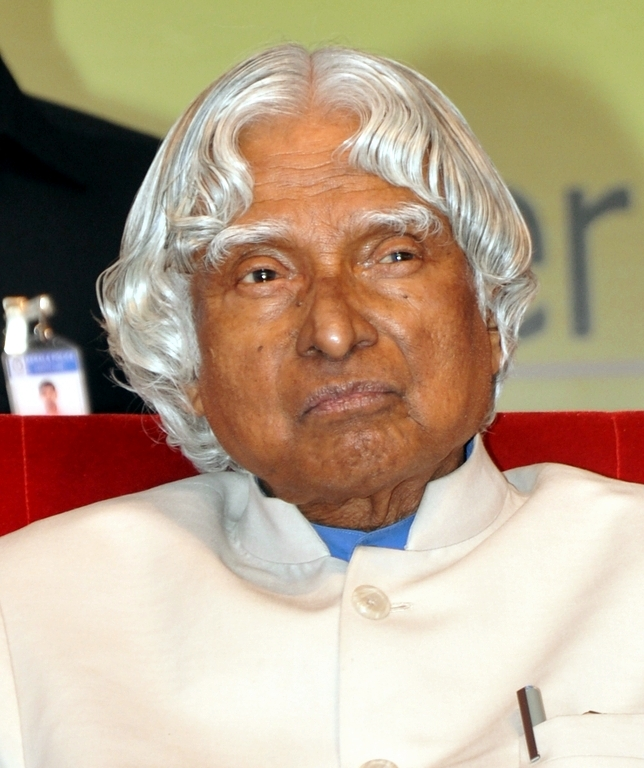
Former Indian President, A.P.J. Abdul Kalam at the International Book Fair, Trivandrum, 2014

阿卜杜尔·卡拉姆（羅馬轉寫：Avul Pakir Jainulabdeen Abdul Kalam Maraikkayar，泰米爾語：அவுல் பகிர் ஜைனுலாப்தீன் அப்துல் கலாம்，1931年10月15日—2015年7月27日），印度科學家、政治家，被譽為印度“导弹之父”，第11任印度总统。

## 生平
1931年10月15日生於印度南方的泰米爾納德邦的特努什戈迪，是穆斯林，父親是村務委員會的領導，未受過太好的教育。
卡拉姆小時候曾在一個印度聖城賣報紙。1958年取得馬德拉斯理工學院航太工程碩士學位。畢業後加入國防研究及發展組織，1963年，开始在印度空间研究组织从事航天技术研究工作，在卡拉姆的努力下，導彈研製成了印度國防科技領域最大的亮點。大地、烈火、三叉戟等一系列導彈的點火升空，為他贏得了印度“導彈之父”的美名。
1982年，担任印度國防研究和發展組織(DRDO)的负责人。因為在印度國防科研領域的突出貢獻，1997年印度政府將印度最高文職獎“印度獎”頒發給這位被人稱為“導彈之父”的老人。他是惟一獲得該獎的科學家。 
卡拉姆是一位傳奇人物，是一位執著於事業的人，但也有很多凡人的一面。他平日生活儉樸，衣著隨意，一頭銀色的卷髮在印度可算是風格鮮明。
卡拉姆還是個素食者，而且滴酒不沾。據卡拉姆自己說，最初素食是因為當時拮據的生活狀態，到後來經濟寬裕了，但素食的習慣卻保留下來。除了淵博的知識，所有接觸過卡拉姆的人還被他的直爽和平易近人所折服。不僅如此,他還是出色的管理者，“印度太空研究組織”的成功就是最好的證明。

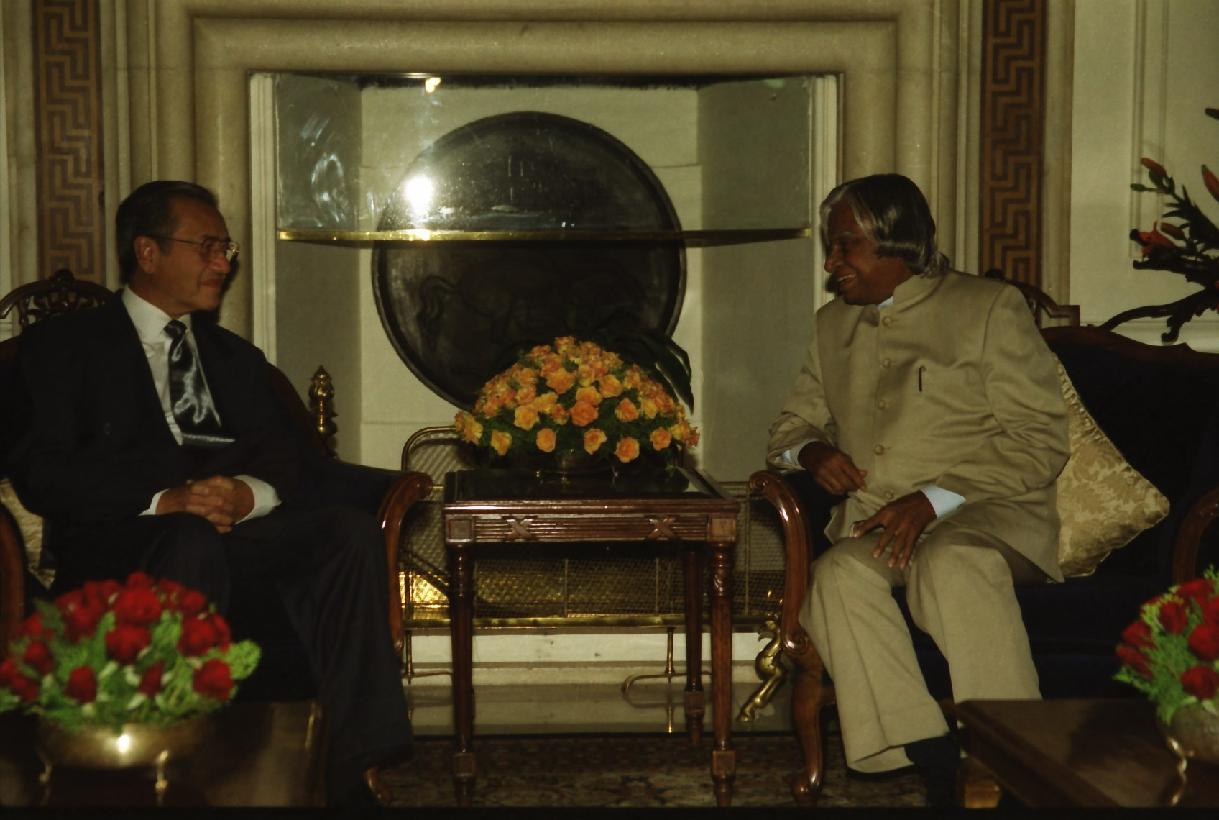
卡拉姆会见马来西亚首相马哈迪·莫哈末（2002年10月17日）

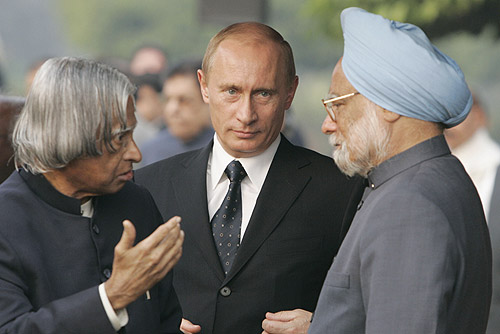
卡拉姆与总理曼莫汉·辛格会见俄罗斯总统弗拉基米尔·普京（2007年1月26日）

2002年7月，当选印度总统。卡拉姆在印度人民院獲得當時執政的印度人民黨和在野的印度國大黨的一致支持。他的同事們說，如果他能成為印度的下一任總統，他一定會更努力地將自己的夢想變為現實。卡拉姆現在正致力於一個名叫“印度千年任務2020”的計劃，其目標是將印度帶入已開發國家的行列。